# Microrhodopis rufipennis
Microrhodopis rufipennis är en skalbaggsart som beskrevs av Stefan von Breuning 1957. Microrhodopis rufipennis ingår i släktet Microrhodopis och familjen långhorningar. Inga underarter finns listade i Catalogue of Life.